# Апостольский нунций в Кёльне
Апостольский нунций в Кёльнском курфюршестве или Апостольский нунций в Кёльне, также известный, как Апостольский нунций в Нижней Германии — бывший церковно-дипломатический пост Святого Престола, представлявший интересы Папства в Кёльнском курфюршестве в одном из германских государствах  Священной Римской империи. Апостольский нунций был аккредитован при архиепископах-курфюрстах Кёльна, Майнца и Трира. Данный дипломатический пост занимал церковно-дипломатический представитель Ватикана в ранге посла. Резиденция Апостольской нунциатуры в Кёльнском курфюршестве находилась в Кёльне с 1584 года по 1795 год, когда город оккупировала Франция. Последний апостольский нунций, исполнявший обязанности до 1804 года, проживал в Аугсбурге, в то время как духовное княжество было секуляризовано в 1803 году во время германской медиатизации.
Двое апостольских нунциев и один апостольский делегат в Кёльне позднее стали Папами: Урбан VII, Александр VII и Лев XII.

## История
Апостольский нунций в Кёльне был назначен в 1584 году по инициативе императора Священной Римской империи Рудольфа II. После Тридентского собора в Кёльне уже были назначены апостольские делегаты для сдерживания распространения протестантизма в Империи. Архиепископ-курфюрст Кёльна был избран в качестве оплота католицизма на северо-западе Империи в непосредственной близости от областей, где кальвинизм (Бремен, Голландская республика, Восточная Фризия, Липпе) и лютеранство (в других частях Северной Германии) набирали всё больше и больше поддержки. Рейнские архиепископы-курфюрст]были важны ещё и потому, что обеспечивали императорским наследникам уже три из семи, на тот момент, голосов в избирательном органе.
Политическая роль апостольского нунция в Кёльне была важна для участия в некоторых событиях политической жизни Империи, таких как имперских рейхстагах (в 1594 и 1622 годах) и имперские выборы во Франкфурте-на-Майне (в 1612 и 1658 годах). Апостольский нунций также участвовал в переговорах Вестфальского мира (1644—1648) в Мюнстере и Оснабрюке, прекращении Тридцатилетней войны, подписании Первого Ахенского мир (1668 год), отказе Кёльна от участия во франко-голландской войне (1673—1674 годах) и подписании Утрехтского мира (1713 год).
Помимо Кёльна, Майнца и Трира, апостольские нунции могли бесспорно обладать своей юрисдикцией княжеств-епископств Хильдесхайма, Льежа, Оснабрюка, Падерборна и Вюрцбурга. В 1596 году Нидерланды были отделены от апостольской нунциатуры Кёльна, получив своего апостольского нунция в Брюсселе.
По инициативе Карла Теодора, курфюрста Баварии, Папа Пий VI в Мюнхене учредил еще одну апостольскую нунциатуру. Это вызвало конфликт между апостольской нунциатурой в Кёльне и апостольской нунциатурой в Баварии относительно их полномочий. Назначение Джулио Чезаре Дзольо баварским нунцием возмутило архиепископов-курфюрстов Кёльна, Майнца и Трира, которые считали апостольского нунция в Кёльне полномочным представителем всей Империи. Иосиф II, император Священной Римской империи, встал на сторону курфюрстов и заявил, что признает апостольских нунциев только в их «политическом характере». Апостольская нунциатура в Кёльне прекратила свое существование в 1804 году. После Венского конгресса апостольская нунциатура не была восстановлена, в то время как баварская нунциатура, также прерванная в 1800 году во время наполеоновских войн, возродилась в 1818 году и просуществовала до 1934 года. Германия в целом заключила дипломатические отношения со Святым Престолом 1 мая 1920 года, учредив Апостольскую нунциатуру в Германии.

## Апостольские делегаты в Кёльне (1500 — 1584)
...
- Джироламо Алеандер (1520);

...
- Каспар Гроппер (11 июня 1573 — февраль 1576)[2];
- Бартоломео Портия (декабрь 1576 — февраль 1578);
- Джованни Баттиста Кастанья — (1 февраля 1578 — 1 февраля 1579);
- Минуччио Минуччи (1583).

## Апостольские нунции в Кельне (1584 — 1794)
- Феличаано Нингуарда — (30 июня 1584 — 1584, в отставке)[3];
- Джованни Франческо Бономи — (20 октября 1584 — 25 февраля 1587, до смерти);
- Оттавио Мирто Франджипани — (13 июня 1587 — 20 апреля 1596) [4]
- Кориолано Гардзадоро — (20 апреля 1596 — 1 сентября 1606);
- Аттилио Амальтео — (1 сентября 1606 — 26 апреля 1610);
- Антонио Альбергати — (26 апреля 1610 — 1621);
- Пьетро Франческо Монторио — (4 августа 1621 — 1624);
- Пьерлуиджи Карафа старший — (15 июня 1624 — 1634);
- Мартино Альфьери — (20 сентября 1634 — 1639);
- Фабио Киджи — (13 июня 1639 — 13 октября 1651);
- Джузеппе Мария Санфеличе — (1652 — 1659);
- Марко Галли — (9 октября 1659 — 1666, в отставке);
- Агостино Франчотти — (12 июля 1666 — 10 июля 1670, в отставке);
- Франческо Буонвизи — (16 июля 1670 — 3 ноября 1672 — назначен апостольским нунцием в Польше);
- Опицио Паллавичини — (29 ноября 1672 — 1676);
- Фабио Гуиниджи — (30 июня 1676 — 1680);
- Эрколе Висконти — (28 сентября 1680 — июль 1687, в отставке);
- Себастьяно Антонио Танара — (30 апреля 1687 — 26 мая 1690 — назначен апостольским нунцием в Португалии);
- Джанантонио Давиа — (8 августа 1690 — 13 февраля 1696 — назначен апостольским нунцием в Польше);
- Фабрицио Паолуччи — (24 февраля 1696 — 1698, в отставке);
- Орацио Филиппо Спада, — (31 октября 1698 — 28 января 1702 — назначен чрезвычайным нунцием при императоре Священной Римской империи);
  - Бернардино Гуиниджи — (июнь 1702 — декабрь 1702, в отставке), (интернунций);
- Джулио Пьяцца — (23 декабря 1702 — 15 июля 1706 — назначен апостольским нунцием в Польше);
- Джованни Баттиста Бусси старший — (6 июля 1706 — 1712);
- Джироламо Аркинто — (1 декабря 1712 — 21 ноября 1720 — назначен апостольским нунцием в Польше);
- Винченцо Сантини — (4 июня 1721 — 19 ноября 1721 — назначен апостольским нунцием в Польше);
- Гаэтано де Кавальери — (4 мая 1722 — 27 марта 1732 — назначен апостольским нунцием в Португалии);
- Джакомо Одди — (28 июня 1732 — 7 февраля 1735 — назначен апостольским нунцием в Венеции);
- Фабрицио Сербеллони — (5 февраля 1735 — 8 августа 1738 — назначен апостольским нунцием в Польше);
- Иньяцо Микеле Кривелли — (5 октября 1739 — 26 марта 1744 — назначен апостольским нунцием во Фландрии);
- Джироламо Спинола — (23 апреля 1744 — 22 января 1754 — назначен апостольским нунцием в Швейцарии);
- Никколо Одди — (12 февраля 1754 — 4 декабря 1759 — назначен апостольским нунцием в Швейцарии);
- Чезаре Альберико Лучини — (21 февраля 1760 — 18 декабря 1766 — назначен апостольским нунцием в Испании);
- Джованни Баттиста Капрара — (18 декабря 1766 — 6 сентября 1775 — назначен апостольским нунцием в Швейцарии);
- Карло Беллизоми — (20 сентября 1775 — 7 мая 1785 — назначен апостольским нунцием в Португалии);
- Бартоломео Пакка — (24 апреля 1786 — 21 марта 1794 — назначен апостольским нунцием в Португалии);
- Аннибале делла Дженга — (14 марта 1794 — 1795 — переведён апостольским нунцием в Баварии).